# Confessions de foi chrétiennes réformées
Les confessions de foi chrétiennes réformées sont les documents de foi des diverses Églises réformées. Elles expriment chacune un consensus de foi sous la forme d'un credo. Un petit nombre de credo est partagé par un grand nombre de dénominations, lesquelles ont fait leur choix parmi les divers credo sur des critères essentiellement historiques. Voici une liste d'un certain nombre de ces confessions de foi.

## Europe continentale
- Confession tétrapolitaine (1530)
- Confession de La Rochelle (1559)
- Confession helvétique postérieure (1566)
- Les trois formes d'unité adoptées par l'ensemble des réformés européens au synode de Dordrecht (1619):
  - Catéchisme de Heidelberg (1563)
  - Confessio Belgica (1566)
  - Canons de Dordrecht (1619)
- Consensus helvétique (1675)
- Déclaration de foi de l'Église réformée de France (1872, revue en 1936)
- Déclaration de Barmen (1934)

Les « trois formes d'unité » sont courantes chez les Églises réformées originaires du continent européen (particulièrement des Pays-Bas).

## Presbytérianisme
- Confession écossaise (1560)
- Westminster Standards : 
  - Confession de foi de Westminster (1646)
  - Petit catéchisme de Westminster (1649)
  - Grand catéchisme de Westminster (1649)

Les Westminster Standards sont courants chez les Églises réformées originaires des îles Britanniques (Églises communément qualifiées de presbytériennes). La plus importante dénomination presbytérienne aux États-Unis, l'Église presbytérienne (États-Unis), a adopté le Livre des Confessions qui comporte des confessions de foi réformées presbytériennes et de l'Europe continentale.

## Congrégationalisme
Les Indépendants, nom donné en Grande-Bretagne aux premiers congrégationalistes, se sont écartés de la théologie réformée sur les questions du rôle du magistrat et des pouvoirs des tribunaux ecclésiastiques supérieurs, mais ont conservé la doctrine calviniste concernant beaucoup d'autres sujets.
- Déclaration de Savoie (1658)

## Baptisme
Certaines Églises baptistes se rapprochèrent du mouvement puritain en Angleterre. De cette façon, elles cherchaient à s'accorder, aussi loin que leur conscience les y autorisait, avec la forme de doctrine calviniste qui prévalait chez les presbytériens et chez beaucoup de congrégationalistes. Excepté leurs différences de vue sur la gouvernance congrégationaliste des Églises et sur le baptême des adultes, ces baptistes dits « particuliers » avaient adopté la foi réformée. Ils sont à l'origine du baptisme réformé.
- Confession de foi de Londres (1689)
- Confession de foi de Philadelphie (1742)

## Afrique
- Confession de foi de Belhar, adoptée en Afrique du Sud en 1986 par une partie de l'Église réformée hollandaise, puis par plusieurs autres Églises réformées dans le monde.